# Наземна станція
Наземна станція — узагальнювальна назва кількох типів станцій метрополітену, характерною рисою яких є розташування безпосередньо на поверхні. Існує два типи наземних станцій: відкриті й криті. Також, станції ділять розміщенням платформ на станції з «острівною» платформою, і на станції «берегові».
У СРСР першою наземною станцією стала стара «Первомайська», відкрита в депо «Ізмайлово» 24 вересня 1954 — тепер не діюча.

## Крита станція

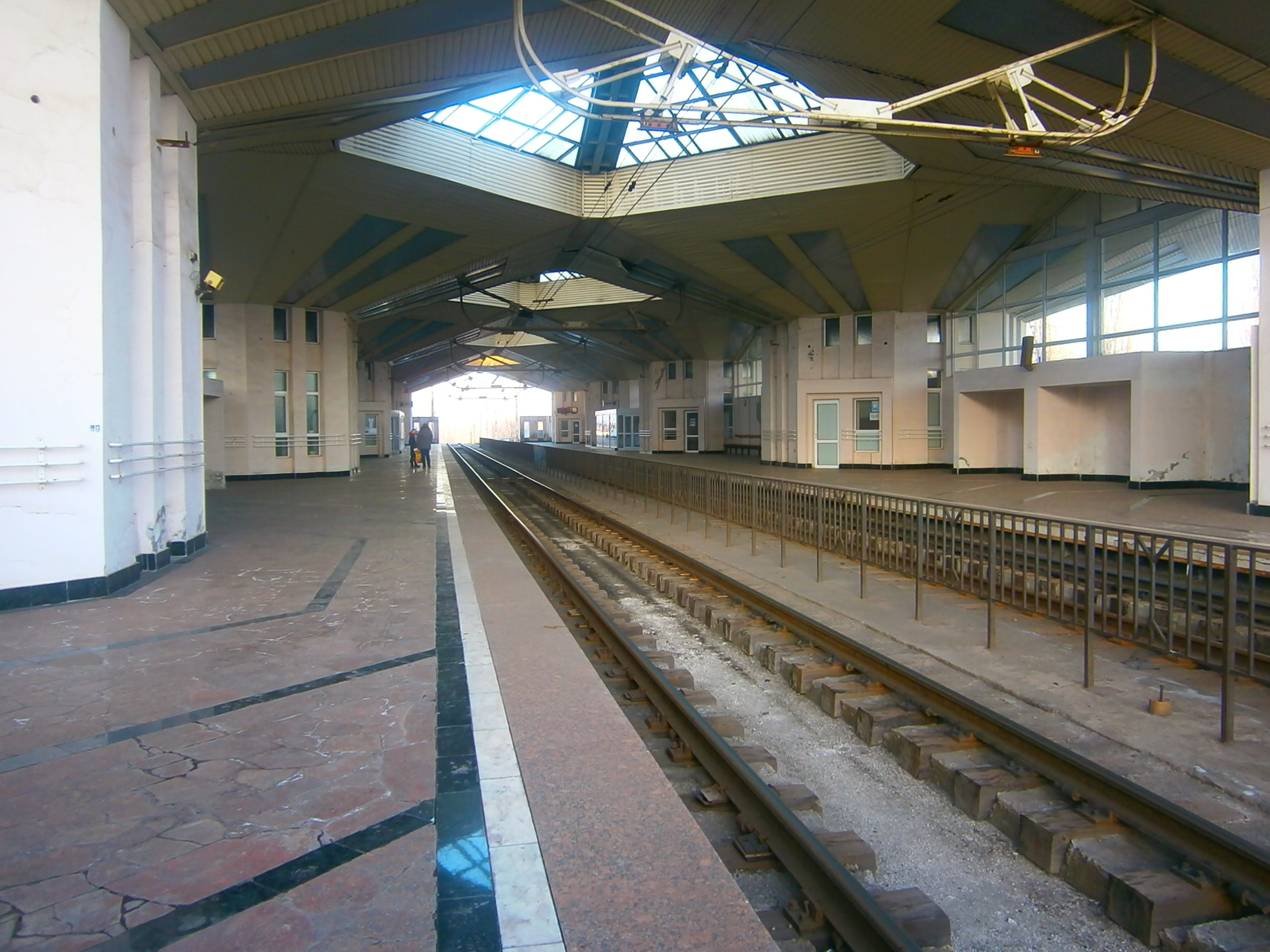
Станція «Зарічна» Криворізький швидкісний трамвай

У конструкції наземної критої станції є стіни і стелі, які закривають колії й платформу. Отже, станція є закритим приміщенням зі своїм повітряним контуром. Перевага такої конструкції у тому, що в ній можливо підтримувати комфортну для людей температуру. Крім цього, наземна станція може мати різні конструктивні елементи, такі, як ферми, сходи, балкони.
В Україні це станції: Сонячна, Зарічна, Мудрьона, Індустріальна Криворізького метротраму

## Відкрита станція

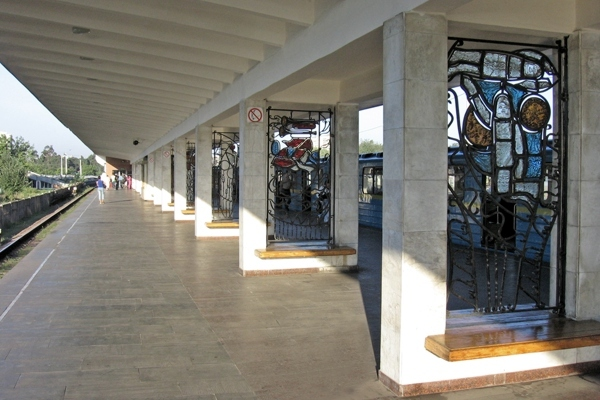
Лісова

На відміну від критої, відкрита станція не є закритим приміщенням. Найчастіше така станція — або острівна платформа з навісом, що має низку колон у центрі, або берегові платформи із стінами і навісом.
Станції такого типу найдешевші у будівництві подібні до залізничних платформ.
В Україні представлені:
- Київський метрополітен: «Дніпро», «Гідропарк», «Лівобережна», «Дарниця», «Чернігівська», «Лісова»
- Криворізький метротрам: Кільцева, Майдан Праці, Міська лікарня

У інших країнах відкриті наземні станції поширені, найчастіше майже половину мережі закордонних метрополітенів утворюють станції такого типу (Нью-Йорк, Лондон тощо).